# Segestidea defoliaria
Segestidea defoliaria är en insektsart som först beskrevs av Boris Petrovich Uvarov 1924.  Segestidea defoliaria ingår i släktet Segestidea och familjen vårtbitare.

## Underarter
Arten delas in i följande underarter:
- S. d. gracilis
- S. d. defoliaria